# احزاب سیاسی در ایالات متحده آمریکا
آمریکا از جمله کشورهای جهان است که از سیستمی دو حزبی استفاده می‌کند. در زمان امضای قانون اساسی آمریکا، نه‌تنها هیچ حزبی در آمریکا وجود نداشت، بلکه هیچ کشوری در جهان هیچ حزب سیاسی مبتنی بر آرای مردمی نداشت، اما در نهایت نیاز مبرم افراد برای برنده شدن در منازعات سیاسی باعث شد در دهه ۱۷۹۰ آمریکایی‌ها روی به تأسیس احزاب بیاوند.
اندیشمندان سیاسی تاریخ توسعه سیستم دوحزبی در آمریکا را به پنج دوره تقسیم می‌کنند که سیستم دو حزبی مدرن (که در حال حاضر در آمریکا جاریست) شامل دو حزب بزرگ این کشور، یعنی جمهوری‌خواهان و دموکرات‌ها می‌شود. البته احزاب سومی هم وجود دارند که معمولاً قدرت چندانی نداشته و عمدتاً در حد مدیریت بخش‌های محلی فعال هستند. از جمله قدرتمندترین احزاب سوم می‌توان به حزب لیبرترین اشاره نمود.

## سیستم احزاب سیاسی مدرن
سیستم احزاب در دوران فعلی شامل سیستم دو حزبی است که شامل دو حزب دموکرات‌ها و جمهوری‌خواهان می‌شود. این دو حزب از سال ۱۸۵۲ برنده تمامی انتخابات ریاست جمهوری بوده و تقریباً از ۱۸۵۶ نیز کنترل کنگره را بدست گرفتند.

### دموکرات‌ها
دموکرات‌ها یکی از دو حزب بزرگ آمریکا قلمداد شده و از آن‌ها به عنوان قدیمی‌ترین حزب سیاسی در جهان یاد می‌کنند. چهل و چهارمین رئیس‌جمهور  آمریکا، باراک اوباما و همچنین جو بایدن چهل‌وششمین رئیس جمهور آمریکا از اعضای این حزب هستند. 
بدنه رای دموکرات ها 
در یک نگاه کلی دموکراتها، حامی سیاستهای طرفدارانه اقتصادی، تأمین اجتماعی و برنامه‎ های بیمه ای، طرفدار دولت بزرگ و حامی دخالت دولت در اقتصاد، طرفدار آزادی فردی، حامی سقط جنین و حق انتخاب زن در سقط جنین هستند. روستائیان، جوانان،سیاه پوستان، طبقه متوسط رو به پائین، جمعیت باسواد و تحصیل کرده، زنان، افراد غیر مذهبی، یهودیان، لیبرال ها و مصادیقی از این قبیل بدنه رای دموکراتها می باشند.  

### جمهوری‌خواهان
جمهوری‌خواهان یکی از دو حزب سیاسی بزرگ آمریکا هستند که عمدتاً تحت نام GOP (مخفف Grand Old Party (به معنای حزب بزرگ قدیمی)) شناخته می‌شوند. این حزب در ابتدا توسط فعالان ضد برده‌داری در آمریکا تشکیل شد. این حزب با انتخابات سال ۱۸۶۰ و با به قدرت رسیدن آبراهام لینکلن توانست به قدرت رسیده و به شهرت برسد. آخرین رئیس‌جمهور جمهوری‌خواه آمریکا دونالد ترامپ میباشد  .
بدنه رای جمهوری خواهان 
در یک نگاه کلی و از بالا به پایین، جمهوری خواهان طرفدار دولت کوچک، حامی صاحبان صنایع، مخالف سقط جنین، مخالف برنامه های حمایتی اقتصادی و بهداشتی می باشند. به طور کلی معمولا افراد سفیدپوست شاخه مسیحی آنگلوساکسون، صاحبان صنایع، شهرنشین ها، طبقه متوسط رو به بالا، افراد مذهبی، مسیحیان، افراد با تحصیلات پائین، محافظه کارها و مواردی از این قبیل بدنه رای جمهوری خواهان می باشند. 

### احزاب سوم در آمریکا

#### حزب قانون اساسی
این حزب در واقع یکی از احزاب محافظه‌کار قلمداد شده و در سال ۱۹۹۲ تأسیس شد. 

#### حزب سبز
حزب سبز یکی از احزاب اقلیت آمریکاست در از دهه ۱۹۸۰ فعالیت خود را آغاز کرد. 

#### حزب لیبرترین
حزب لیبرترین آمریکا در سال ۱۹۷۱ تأسیس شد. این حزب در حال حاضر ۴۴ شخصیت برنده انتخاباتی (در سمت‌های گوناگون) داشته که این رقم در مقایسه با سایر ارقام، تعداد زیادی خواهد بود.

#### مستقل
بعضی از احزاب سیاسی و رای‌دهندگان ترجیح می‌دهند که به هیچ‌یک از نامزدهای دارای حزب رأی نداده و فردی مستقل را انتخاب کنند.

#### حزب آمریکا
این حزب در سال 2025 توسط ایلان ماسک راه اندازی شده است.

### قطبی شدن فضای سیاسی
در سال های اخیر و به ویژه با انتخاب دونالد ترامپ به عنوان رئیس جمهور آمریکا، فضای سیاسی این کشور به سمت قطبی شدن پیش رفته است، به حدی که اختلافات میان سیاستمداران و مردم معمولی بر اساس نگاه ایدئولوژیک و حزبی آن ها تشدید شده و با بدبینی نسبت به یکدیگر برخورد می کنند. این وضعیت باعث هشدار جامعه شناسان نسبت به چالش هایی که چنین قطبی سازی به دنبال خواهد داشت، شده است. 